# 塞基亚河畔普里尼亚诺
塞基亚河畔普里尼亚诺，是意大利摩德纳省的一个市镇。总面积80.41平方公里，人口3796人，人口密度47.2人/平方公里（2009年）。ISTAT代码为036033。